# Serenus d'Antinoë
Serenus d'Antinoë est un mathématicien et philosophe platonicien grec de l'antiquité tardive. il est l'auteur de deux courts traités, 
De la section du cylindre et De la section du cône, dans la tradition des Coniques d'Apollonius de Perge.

## Biographie
On dispose de très peu d'indications biographiques à son sujet. Une inscription sur le principal manuscrit  de ses deux traités (conservé au Vatican) a d'abord conduit Edmund Halley à penser qu'il était natif d'Antissa, ce qui a été admis jusqu'à la fin du XIXe siècle, mais Johan Ludvig Heiberg a montré dans un article paru en 1894 que le texte avait été corrompu lors des copies successives, puis mal interprété, et qu'il s'agissait en réalité d'Antinoë, chose admise désormais. Cette ville, a été créée par Hadrien entre 132 et 134 de notre ère, ce qui permet de donner une limite inférieure pour l'époque où vivait Serenus. Une limite supérieure est plus difficile à déterminer. Halley avait proposé qu'il ait vécu avant le VIe siècle en se fondant sur un texte de Marinus, dont Heiberg et Heinrich Menge ont montré à la fin du XIXe siècle qu'il n'était pas authentique. Tannery a argumenté pour que Serenus ait vécu entre Pappus et Hypatia, soit au début du IVe siècle . Heiberg et Paul Ver Eecke ont renforcé et suivi Tannery, et ses hypothèses ont longtemps été adoptées par les historiens. Elles ont cependant finalement été critiquées,. Déjà, avant 1944,  Emanuele Artom (it) avait supposé que Serenus pouvait avoir été contemporain de Proclus et Domninus de Larissa et vivre au Ve siècle,.
Serenus est mentionné dans un manuscrit, ignoré de Tannery et Heiberg, où Serenus est dit s'en remettre en ce qui concerne la pensée de Platon à Harpocration, commentateur du philosophe athénien, qui est donc  Harpocration d'Argos,. Harpocration étant estimé actif dans le dernier quart du IIe siècle, Serenus est forcément postérieur. Au prix d'une hypothèse supplémentaire, qui est que le dit manuscrit se fonde sur un traité perdu de Proclus,, Serenus serait antérieur à Proclus. 
Même si tout ceci n'infirme pas directement l'hypothèse de Tannery, Decorps-Foulquier, qui en critique les arguments, ainsi que ceux de Heiberg et Ver Eecke, propose que Serenus ait vécu plus près de Harpocration, soit plutôt au début du IIIe siècle. Auffret renforce cette hypothèse, en proposant que Serenus soit le dédicataire d'un stèle découverte à Antinoë, stèle consacrée à un philosophe platonicien dont le nom a en partie disparu et qui est daté de la fin du IIe siècle ou de la première moitié du IIIe siècle. Serenus, postérieur à Harpocration, aurait alors été actif dans la première moitié du IIIe siècle.
Outre les deux traités mentionnés, Serenus est, selon ses propres écrits, l'auteur d'un commentaire des Coniques d'Apollonius de Perge qui est perdu. On trouve dans certains manuscrits de Theon de Smyrne un lemme attribué à Serenus qui pourrait en être extrait,.

## Travaux
Les deux traités de Serenus ont été joints très tôt à l'édition par Eutocius des quatre premiers livres des Coniques d'Apollonius de Perge, et c'est probablement ce qui a assuré leur survie. 

### De la section du cylindre
Le traité De la section du cylindre comporte 8 définitions et 33 propositions. Son objectif essentiel, annoncé dans la lettre qui sert d'introduction adressée à un certain Cyrus (autrement inconnu), est de rectifier une erreur « commune à beaucoup de ceux qui s'adonnent à la géométrie » qui « s’imaginent que la section transversale du cylindre est différente de celle du cône qu’on appelle ellipse », et c'est ce à quoi se consacre Serenus dans la première partie du traité. Il s'intéresse ensuite à des questions d'optique.

#### les sections planes du cylindre sont des ellipses.
Dans la première partie (propositions 1 à 28) de son traité sur la section du cylindre, Serenus établit l'identité des courbes obtenues, d'un part par une section plane transversale (intersectant toutes les directrices) du cône (soit les ellipses), d'autre part par une section plane transversale du cylindre (droit ou oblique).
Il élargit tout d'abord la définition du cylindre aux cylindres obliques à base circulaire. Il montre l'existence d'une seconde famille de sections planes circulaires d'un cylindre oblique, puis que les sections planes par des plans non parallèles aux bases ou à cette famille ne sont pas des cercles. Il caractérise les sections du cylindre à la manière d'Apollonius au livre I des Coniques, en utilisant l'application des aires,. Il résout ensuite divers problèmes, comme celui de construire à partir d'une ellipse donnée sur un cône, un cylindre ayant pour section cette ellipse.

#### Des questions d'optique
La dernière partie du traité, de la proposition 29 à 33, est consacrée à des questions d'optique, le point de départ étant de justifier un exemple donné par un certain Pithon qui vise à éclaircir ce que dit Euclide sur les parallèles par un exemple : pour Pithon « [...]les parallèles sont des droites telles que celles que nous voyons se former sur les murs ou sur le sol par les ombres de colonnes à l’opposite desquelles brûle un flambeau ou une lampe. ». Ceci a paru risible, comme l'écrit Serenus qui n'est cependant pas d'accord, et examine et justifie mathématiquement la déclaration de Pithon dans la suite du traité. Le « géomètre Pithon » n'est pas autrement connu. « L'homme m'est cher » déclare Serenus à son propos, d'où beaucoup d'historiens ont pensé que c'était un contemporain et ami de Serenus, mais il pourrait aussi s'agir d'un de ses prédécesseurs, éventuellement éloigné dans le temps.

### De la section du cône
Le second traité comporte 69 propositions. Il est consacré aux triangles obtenu par la section d'un cône, droit ou non par un plan passant par le sommet. Serenus s'intéresse aux aires de ces triangles, il détermine le triangle d'aire maximum dans certaines familles de sections, les conditions pour que deux tels triangles aient même aire…
Les dernières propositions (56 à 69) traitent du volume du cône droit en relation avec la hauteur du cône, sa base, et l'aire d'une section triangulaire passant par son axe.